# Raketkanon
Raketkanon was een noiserockband uit Gent. Kenmerkend voor de band is dat de titel van ieder nummer een voornaam is.
Het eerste album RKTN #1 verscheen in 2012. De opvolger verscheen in 2015 en werd geproduceerd door Steve Albini. De band speelde onder meer op Dour Festival, Rock Herk en Pukkelpop.
Het derde album, RKTN #3, kwam uit op 05 april 2019.
In september 2019 kondigde de band, na 10 jaar, te stoppen met enkele afscheidsoptredens. Het allerlaatste was in februari 2020 in de concertzaal Vooruit te Gent.
Zanger Pieter-Paul Devos speelt ook bij Kapitan Korsakov, Lode Vlaeminck bij tomàn.

## Discografie
| Album met hitnotering(en) in de Vlaamse Ultratop 200 albums | Datum van verschijnen | Datum van binnenkomst | Hoogste positie | Aantal weken | Opmerkingen |
| ----------------------------------------------------------- | --------------------- | --------------------- | --------------- | ------------ | ----------- |
| RKTKN #1 (Zeal Records)                                     | 2012                  | 27-10-2012            | 170             | 1            |             |
| RKTKN #2 (KKK Records)                                      | 2015                  | 14-03-2015            | 36              | 21           |             |
| RKTKN #3 (Alcopop)                                          | 2019                  | 13-04-2019            | 19              | 6            |             |